# Erik Adamsson
Erik Selmer Johan Adamsson, född 10 mars 1916 i Saxtorps församling, Malmöhus län, död 29 augusti 2004 i Malmö Sankt Pauli församling, var en svensk riksdagspolitiker (socialdemokrat).
Adamsson var ledamot av Malmö stadsfullmäktige 1945–1954 och ordförande i industriverksstyrelsen i nämnda stad 1948–1976. Han var ledamot av riksdagens andra kammare 1951–1970, invald i Fyrstadskretsens valkrets. Efter enkammarriksdagens införande var han riksdagsledamot 1971–1979, invald i Malmöhus läns valkrets. Adamsson är gravsatt i minneslunden på Gamla kyrkogården i Malmö.